# 鉄緑会
鉄緑会（てつりょくかい）は、日本の学習塾・予備校。
主に中高一貫校の生徒を対象とした東京大学の受験指導を専門とする。

## 概要
1983年設立。講師は東京校では主に東京大学の学部生および院生や卒業生である。
「鉄」は東京大学医学部の同窓会組織である鉄門倶楽部、「緑」は東京大学法学部の自治会である緑会を意味する。
2007年12月3日、ベネッセコーポレーション（現ベネッセホールディングス）の傘下となった。2009年に「株式会社東京教育研」を設立し、鉄緑会の事業を承継している。
東京校のみ新中学一年の入塾では直近の東京大学の合格実績を考慮した指定校制度を採用しており、指定校以外の生徒も入塾試験に合格すれば入塾が可能である。大阪校では指定校制度は存在しない。

## 所在地
- 東京校本部校舎（東京都渋谷区）
- 東京校2号館（東京都渋谷区）
- 東京校NMF教室（東京都渋谷区）
- 東京校マインズタワー教室（東京都渋谷区）
- 東京校西脇教室（東京都渋谷区）
- 大阪校本部校舎（大阪府大阪市北区）
- 大阪校京都教室（京都府京都市下京区）
- 大阪校西宮北口教室（兵庫県西宮市）

## 主な出身者
- 菊川怜 - 女優・タレント。
- 豊田剛一郎 - 医師・経営者。株式会社メドレー代表取締役。
- 清水章弘 - 学習塾経営者、学習コーチ、株式会社プラスティー教育研究所代表取締役。
- 加藤聡 - 日本テレビ報道記者（元アナウンサー）。
- 中村鮎葉 - ゲームプレイヤー。
- 水上颯 - 元クイズプレイヤー、医師。
- 鈴木光 - 元クイズプレイヤー、元タレント。